# Słobidśka
Słobidśka (ukr. Слобідська, ros. Слободская) – przystanek kolejowy w miejscowości Odessa, w obwodzie odeskim, na Ukrainie.